# Environnement au Ghana

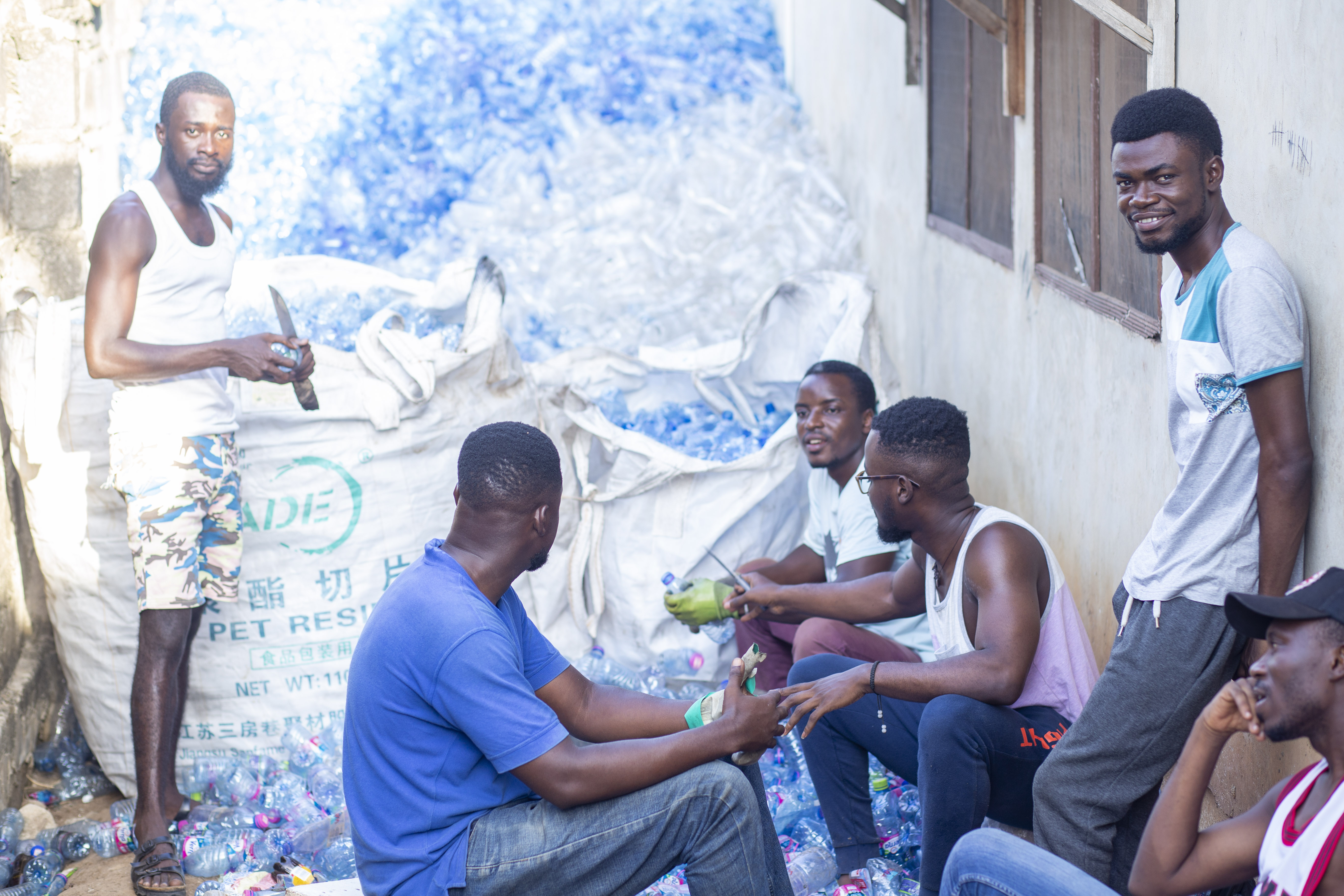
Recyclage de bouteilles en plastique.

L'environnement au Ghana est l'environnement du Ghana, un pays d'Afrique.
Le Ghana est l’un des quinze pays où l’OMS a identifié la présence de décharges électroniques de grande envergure, toxiques.

## La biodiversité au Ghana

### Milieux
- Savane soudanienne occidentale

## Impacts sur les milieux naturels

### Pollutions

#### La gestion des déchets
Un habitant d'Afrique sub-aharienne génère en moyenne 165 kg de déchets par an et par habitants en 2023 (soit nettement moins que dans les pays plus riches).
Le Ghana s'est spécialisé dans l'importation d'e-déchets, avec 170 000 tonnes par an importés. C'est l’un des quinze pays où l’OMS a identifié la présence de décharges électroniques de grande envergure. Or les déchets électriques et électroniques contiennent « plus de 1 000 substances nocives », souligne l’OMS, c’est-à-dire des composés cancérogènes, mutagènes, reprotoxiques ou perturbateurs endocriniens. A Agbogbloshie, décharge d'Accra, des fils électriques brûlés sur la décharge même pour récupérer du cuivre dégagent une fumée toxique. Par ailleurs, « Un enfant qui mange un seul œuf de poule venant d’Agbogbloshie, écrit Marie-Noel Brune Drisse, l’autrice principale du rapport, ingérera 220 fois la dose quotidienne tolérable de dioxines chlorées fixée par l’Autorité européenne de sécurité des aliments. » Il s’agit des plus grandes doses jamais relevées de par le monde. En 2023, la décharge a été récemment fermée.
L'importation de déchets textiles est également importante, avec 58 000 tonnes par an, entrainant également des décharges et pollutions.

## Politique environnementale au Ghana

### Acteurs locaux, ONG...
- Avec la plateforme Ecosia, le Ghana est engagé dans la plantation d'arbres, notamment les arbres de karité. Ce projet a pour objectif de restaurer une rivière (Daka) qui coulait autrefois toute l'année, mais qui, à l'heure actuelle, disparaît tous les ans après la saison des pluies. 900 000 arbres ont été plantés[3].